# Rue Servient
La rue Servient est une rue du quartier de la Part-Dieu dans le 3e arrondissements de Lyon, en France. La rue rend hommage à Madame de Servient, morte en 1733, qui a fait don de son domaine de la Part-Dieu à l'Hôtel-Dieu de Lyon.

## Odonymie
Attesté depuis 1839, le nom de Servient provient de Catherine Mazenod, dite « Madame de Servient » morte en 1733, qui lègue à l'Hôtel Dieu de Lyon, les domaines de la Part-Dieu.

## Présentation
La rue Servient commence au quai Victor-Augagneur, face au pont Wilson. Elle traverse le 3e arrondissement d'ouest en est jusqu'à croiser le boulevard Vivier-Merle, au droit de l'entrée principale de la gare de la Part-Dieu. Avant de croiser le boulevard Vivier-Merle, la rue passe sous le centre commercial de la Part-Dieu. En parallèle de cette portion souterraine de la rue Servient sous le centre commercial, une allée piétonne ouverte de 5 heures à 21 heures depuis mai 2023 permet de traverser le centre commercial au rez-de-chaussée.
Depuis le début des années 2000, la rue est parcourue, quasiment sur toute sa longueur, par la ligne 1 du tramway de Lyon.

### Monuments et bâtiments
En parcourant la rue d'ouest en est depuis le pont Wilson, on croise successivement les constructions suivantes : l'hôtel de préfecture du Rhône, le nouveau palais de justice de Lyon, l'auditorium Maurice-Ravel, la tour Part-Dieu (anciennement tour du Crédit lyonnais), le centre commercial de la Part-Dieu et la gare de Lyon-Part-Dieu.
Du milieu des années 1980 jusqu'en 2014, la section moderne des archives départementales du Rhône est abritée dans une ancienne usine de vêtement réhabilitée de la rue Servient. De même, de 2001 à 2007, les locaux du journal régional Le Progrès ont été installés dans un immeuble à l'angle des rues Servient et Vendôme.